# E45 (Sverige)
E45 är Sveriges längsta väg, 1690 km, och ingår i Europaväg 45.
E45 i Sverige sträcker sig mellan Göteborg och Karesuando via Trollhättan, Vänersborg, Mellerud, Åmål, Säffle, Grums, Sunne, Torsby, Stöllet, Malung, Mora, Orsa, Sveg, Brunflo, Östersund, Strömsund, Dorotea, Vilhelmina, Storuman, Sorsele, Arvidsjaur, Moskosel, Kåbdalis, Jokkmokk, Gällivare, Svappavaara, Vittangi och Övre Soppero. Vägen är en stamväg i hela sträckningen. Europavägen E45 fortsätter söder om Sverige till Italien och norr om Sverige till Norge.
E45 i Sverige kallas även för Inlandsvägen. Den har fått sitt namn eftersom den går i inlandet längs hela sträckan och till större delen ganska nära Inlandsbanan. Den går så pass nära att E45 korsar inlandsbanan 28 gånger mellan Mora och Gällivare; de flesta av dessa korsningar är i samma plan. Söder om Mora konkurrerar den med vad som idag är riksväg 26 om benämningen, främst eftersom den senare följer (den delvis nedlagda) Inlandsbanan till dess slut i Kristinehamn. Riksväg 26 Mora - Kristinehamn - Halmstad kallas idag Inlandsvägen Syd. Skall man färdas mellan södra och norra Sverige kan E45 vara ett alternativ till E4.
E45 går tillsammans med Riksväg 44 över Göta älv vid Stallbacka i Trollhättan på en av landets längsta och högsta 4-filiga broar m.a.p skillnaden mellan brons höjd och den omgivande flacka terrängen. Stallbackabron stod färdig i början på 1980-talet och ersatte en trång och besvärlig passage genom de centrala delarna av Trollhättan. Vid sidan av bron ligger GKN Aerospace Sweden AB (tidigare Volvo Aero) som när de provkör jetmotorer kan orsaka ångmoln vilka kan störa trafiken på bron. Därför finns landets enda varningsskyltar för ångmoln just vid brons påfarter.
Vägens högsta punkt är 570 m ö.h. vid Tunturiberget 33 km norr om Orsa. Den lägsta punkten är 35 m u.h. i Götatunneln i Göteborg.
Vägdelen mellan Moskosel i Arvidsjaurs kommun och Ottostorp, platsen nära Kåbdalis i Jokkmokks kommun där länsväg 374 ansluter till E45, går under det i regionen allmänt spridda namnet Burmavägen.

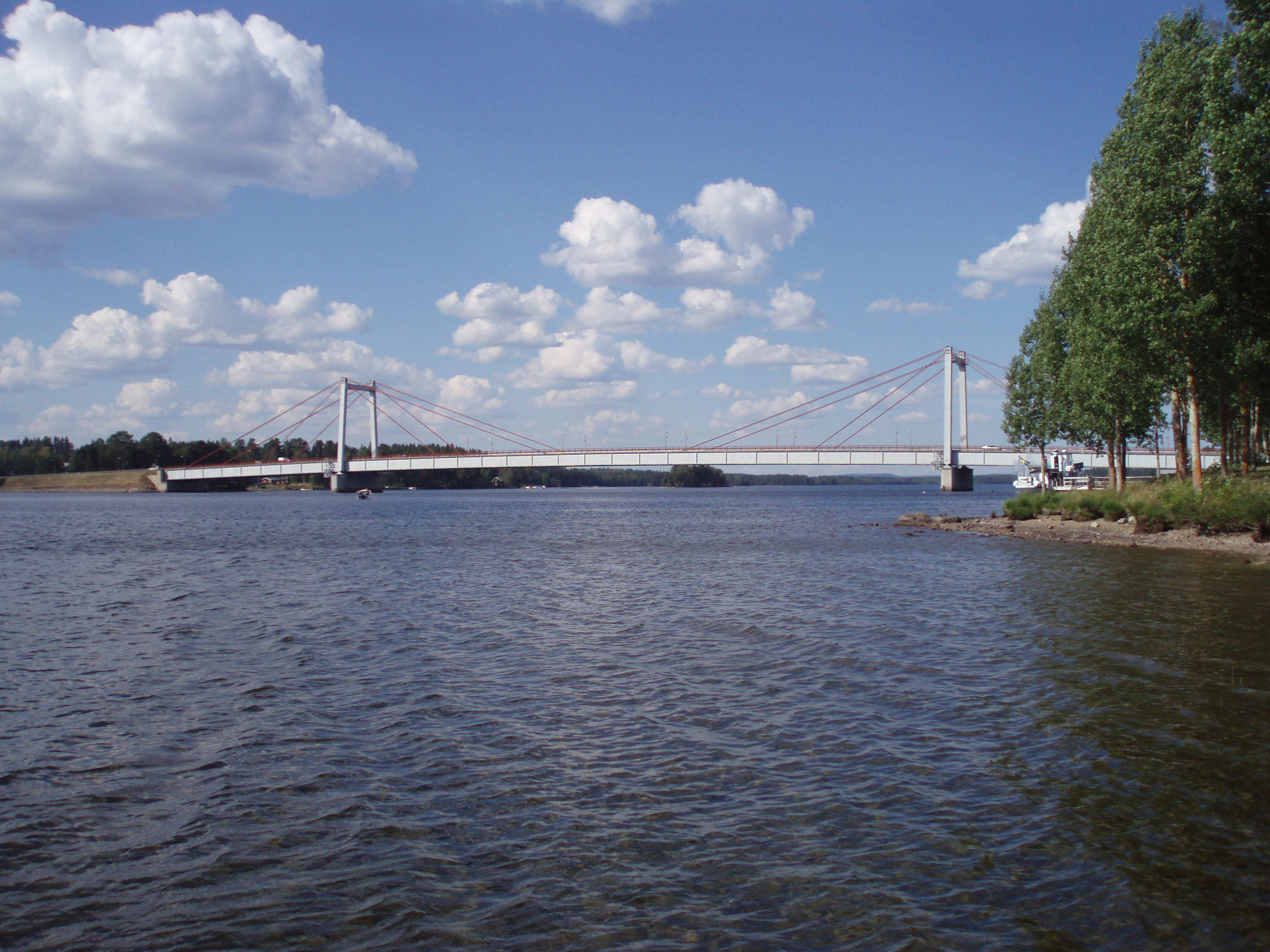
Strömsundsbron.

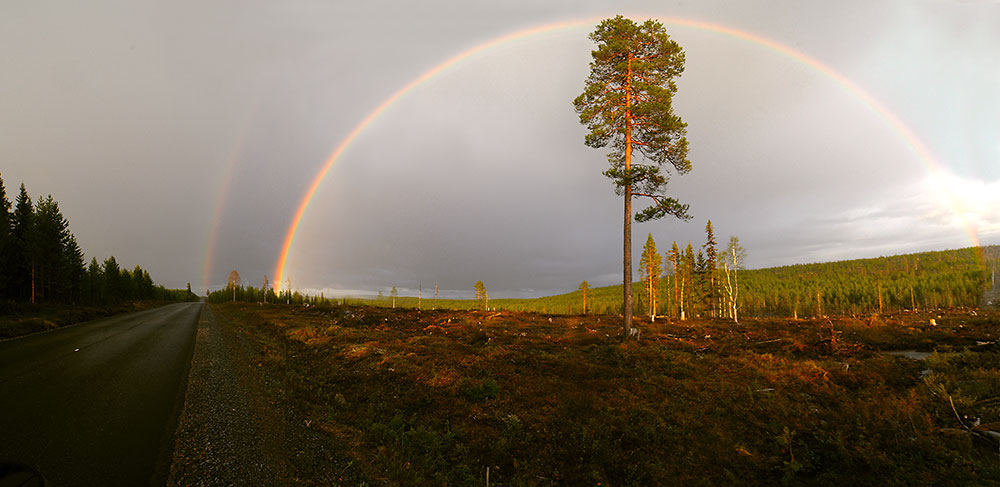
Regnbåge sedd ca 2 km norr om Burmabron från E45:an med Svanabergets fot till höger i bild, 22 maj 2009.

## Europaväg
Före 24 november 2006 hette vägen riksväg 45. Kommun- och riksdagspolitiker från berörda regioner i Sverige samt organisationer som vägföreningen Via Lappia (som verkat för det från 1991) och IEF (inlandskommunerna) har under ett antal år verkat för att Riksväg 45 skulle göras om till europaväg. Flera riksdagsmotioner har skrivits och alltid avslagits eftersom de samtidigt begärt stora förbättringar, som det inte funnits pengar till. Under 2004 kontaktade Via Lappia UNECE, och UNECE ställde sig positiva till idén även med befintlig vägstandard. Regeringen beslutade den 17 mars 2005 att Vägverket skulle utreda förutsättningarna för en sådan omklassificering. Vägverket rapporterade 3 juni att det kunde göras med nuvarande vägstandard, och regeringen ansökte i slutet av juni hos UNECE om en förlängning av E45 . Omskyltningen beräknades kosta cirka 20 Mkr.
Den 18 oktober 2005 beslutade en arbetsgrupp inom UNECE att vägen skall bli en förlängning av Europaväg 45. E45:s nya sträcka började formellt gälla 23 november 2006 och en invigningsceremoni med bl.a. infrastrukturministern hölls i Göteborg 24 november.

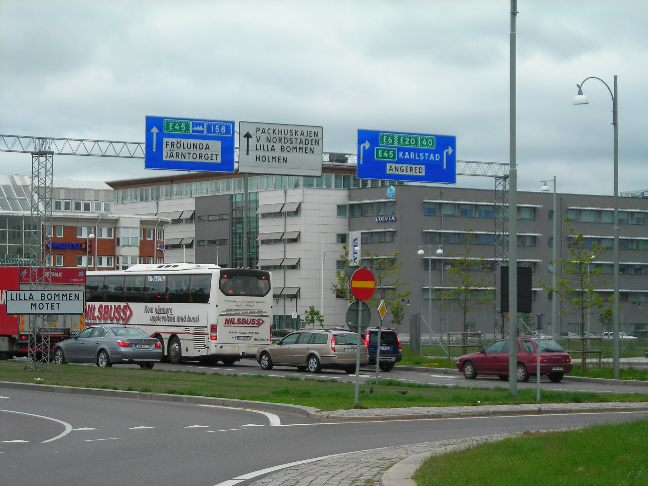
E45-skylt vid Lilla Bommen (nära Götaälvbron).

Enstaka omskyltningar påbörjades snabbt på vissa håll. En av de första skyltarna var den i Åsarna som monterades av bland andra Thomas Wassberg vid en ceremoni 24 november. Fler ceremonier hölls samma dag, bland annat i Mora, Vilhelmina och Storuman. Under vintern och våren skyltades E45 när helt nya skyltar behövde sättas upp. Det var ett fåtal. Först under maj och juni 2007 genomfördes omskyltning i stor skala. Omskyltningen var i stort sett klar under september 2007. I Norrbotten skedde det snarare i september-oktober . Enligt Vägverkets hemsida  beräknades omskyltningen vara klar sommaren 2007, men detta infriade man inte riktigt. Vid årsskiftet 2007/2008 fanns riksvägsskyltar mellan Malung och Mora och fortfarande i april 2011 finns riksvägsskyltar i Göteborg och många andra ställen, särskilt på sidovägar. Kommunerna har ansvaret för skyltar på kommunala gator. Uppenbarligen har Vägverket inte bytt dem, och många kommuner har inte velat ta en kostnad för omnumreringen.

## Vägstandard

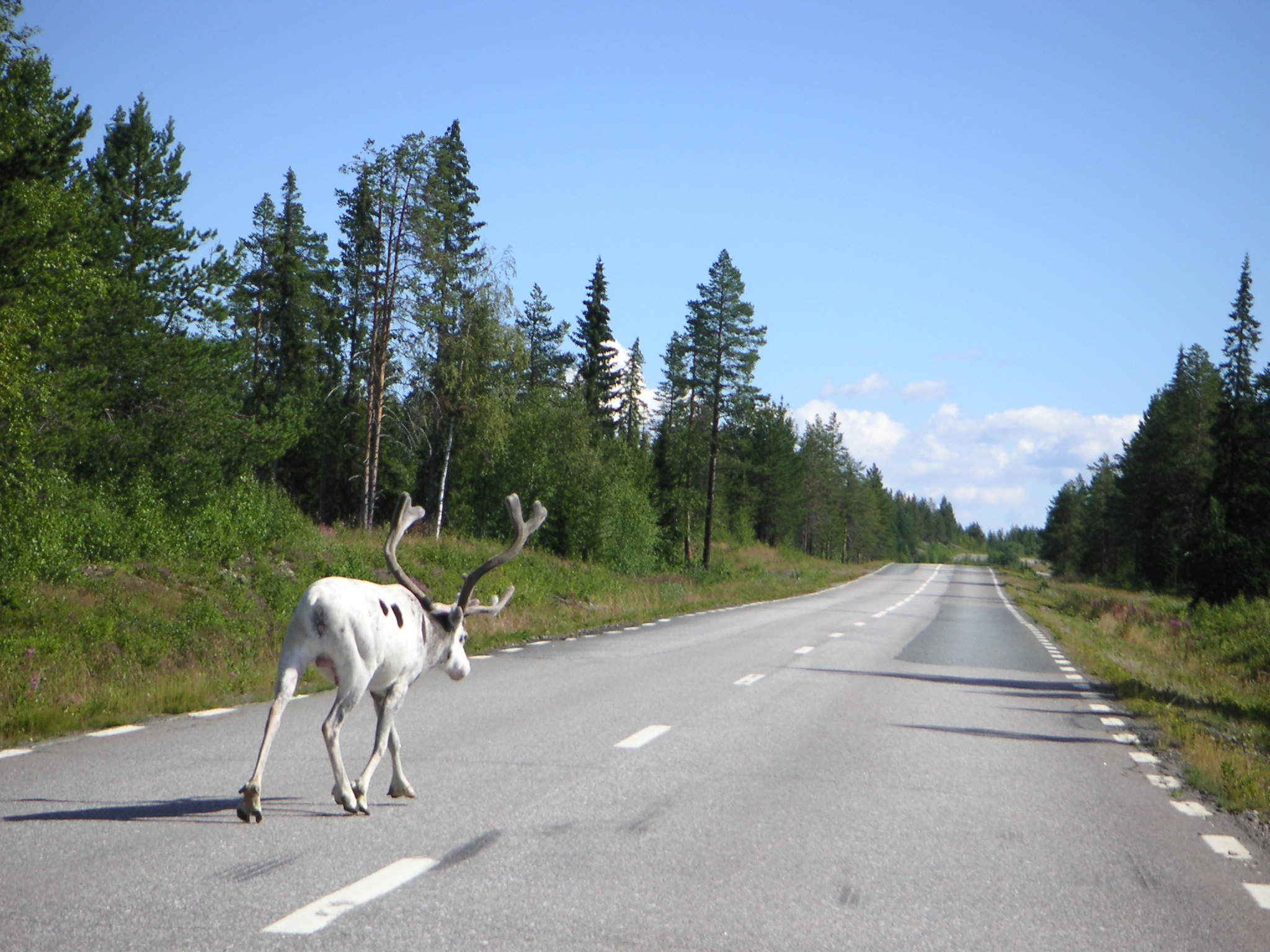
E45 mellan Sorsele och Slagnäs. I vissa delar av Norrland är det mycket vanligt med renar på och intill vägen. Vägen är skyltad 100 km/h hela året.

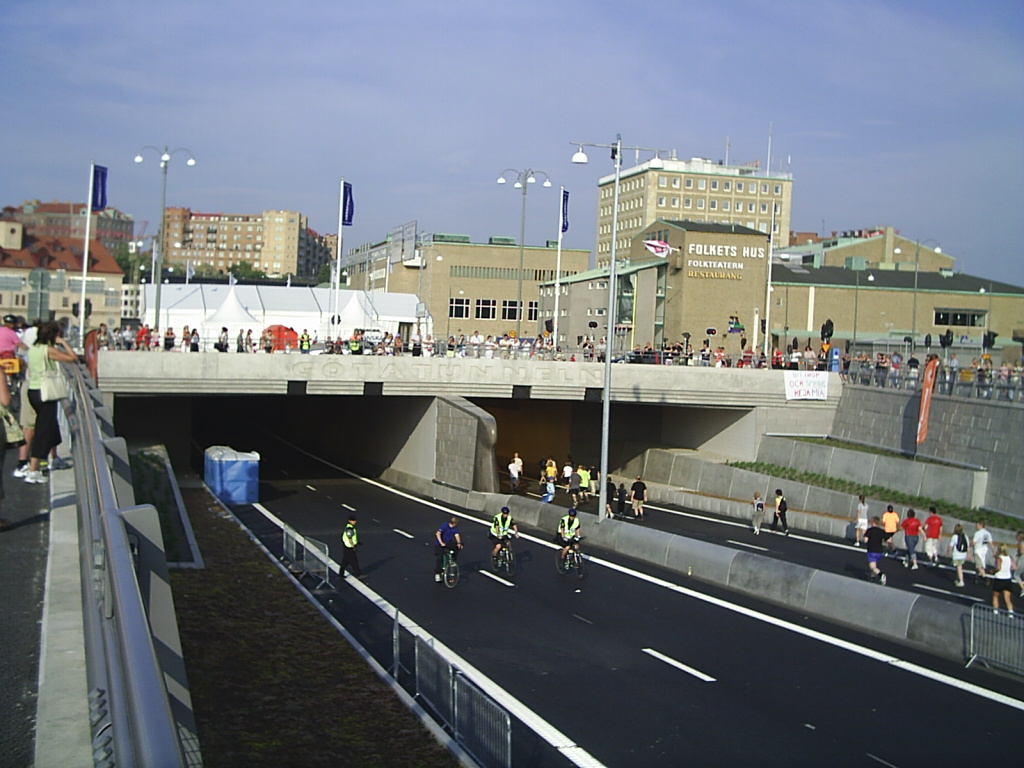
Götatunneln i Göteborg.

E45 är skyltad motorväg och 100 km/h i stort sett hela vägen mellan Göteborg och Trollhättan. Resterande sträcka i Götaland och Svealand är vägen i huvudsak skyltad 90 km/h och i Norrland oftast 90 eller 100. Den enda 110-sträckan i Götaland/Svealand är motorvägen förbi Segmon. Söder om E18 ner till Trollhättan är E45 ganska hårt trafikerad, men har inte motsvarande standard (oftast 8–12 m bred). Norr om E18 är vägen ofta under 7 m bred, vilket gör möte mellan lastbilar trånga. Norr om Östersund är den oftast runt 6,5 m. Bussföretag som kör till till exempel Nordkap undviker vägen, både på grund av bredden och ojämnheterna.
Europavägen går rakt genom ganska många tätorter. I följande tätorter går vägen rakt igenom så att gående m.m. blandas med genomgående biltrafik, oftast nära centrum: Göta, Frändefors, Mellerud, Värmlandsbro, Malung, Mora, Sveg, Älvros, Ytterhogdal, Åsarna, Brunflo, Hammerdal, Strömsund, Hoting, Dorotea, Vilhelmina, Storuman, Sorsele, Moskosel, Jokkmokk, Gällivare, Vittangi, Övre Soppero och Karesuando. Hastighetsgränsen är normalt 50 km/h här. Dessutom går vägen genom följande tätorter, där dock biltrafiken är mer separerad från gående och cyklister: Göteborg, Lilla Edet, Trollhättan, Åmål, Säffle, Grums, Sunne, Torsby, Orsa och Svenstavik. Europavägen passerar också rakt genom många småorter. Enligt Europavägskonventionen bör europavägar gå utanför tätorter eller vara separerade.
Vägen skyltas i nordlig riktning: Karlstad (till Grums), Mora, Östersund, Arvidsjaur, Gällivare, Karesuando. I sydlig riktning skyltas Gällivare, Arvidsjaur, Östersund, Mora, Karlstad (endast till Värmlandsgränsen) och Göteborg sedan, samt Frederikshavn (i Göteborg).

### Motorväg
E45 har följande motorvägsavsnitt i Sverige
- Göteborg-Trollhättan, 55 km (förutom genom Göta, 2,5 km samt Torpabron över Slumpån 700 m där vägen är vanlig landsväg)
- Förbi Segmon, 6 km, (gemensam med E18).

Mellan Fiskhamnsmotet i Göteborg och norrut upp till Surte är vägen motorvägsliknande med 2 filer i vardera riktning. Alla korsningar utom 2 är planskilda. Norrut från Surte är vägen skyltad motorväg.
Vägen är utbyggd till motortrafikled längs en del av sträckan mellan Trollhättan och Vänersborg. Som motortrafikled skyltas även en kort vägsträcka i anslutning till motorvägsavsnittet vid Segmon.
Det finns några planskilda korsningar på några fler ställen, bland annat: Vänersborg, Säffle, Östersund och Gällivare.
Se avsnittet Trafikplatser och korsningar nedan för en tabell över avfarter.

### Broar och tunnlar
De längsta broarna längs E45 i Sverige är:
- Stallbackabron, 1392 m
- Strömsundsbron, 332 m
- Bron vid Köpmannebro, 260 m, öppningsbar
- Bron vid Stöllet, 220 m
- Bron vid Mora, 205 m

E45 har två tunnlar:
- Götatunneln, cirka 1,6 km
- Gullbergstunneln, cirka 420 meter

Det finns också fyra cirka 30 meter långa faunatunnlar mellan Lödöse och Trollhättan.

## Planerad utbyggnad
Trafikverkets och regeringens tidsplaner sträcker sig fram till byggstart 2025. En översiktlig plan finns för hela denna period.  Följande planeras:

### Göteborg–Mora
- Mitträcke och breddning Ånimskog–Åmål (runt 20 km). Del 1, Ånimskog - Tösse är klar. Del 2, Tösse - Åmål, planeras ha byggstart hösten 2024.[uppföljning saknas][6]
- Mitträcke och breddning Säffle–Valnäs (runt 18 km). Byggstart tidigast 2025.[7]
- Ombyggnad av korsningen i Vägsjöfors, en av de många korsningar där E45 svänger. Byggstart 2024 och planerat klar 2025.[8]

### Mora–Karesuando
- Genomfart Mora, förbättring av befintlig väg.[9] Delsträcka 1 klar sommaren 2022 och hela projektet beräknas klart 2024.[10] [11]
- Breddning av sträckan Vattnäs–Trunna (runt 8 km, ligger mellan Mora–Orsa), byggstart dröjer till tidigast 2023.[12]
- Breddning av sträckan Sveg–Älvros. Oklar tidpunkt.
- Förbifart Sveg. Cirka 7 km ny väg, men det kortar sträckan med 18 km. Älvros blir då i högre grad orten med service för resenärer. Kommunen vill ha vägen genom Sveg och bromsar, vilket varit framgångsrikt. Beslut om byggstart har tagit flera gånger, med planerade färdigdatum 2009, 2014, 2018 och 2022. Nu planeras för byggstart tidigast 2023.[13]

### Efter 2030
Inte särskilt mycket är planerat på E45 i planen till 2030. En del projekt har planerats, men lagts på framtiden:
Göteborg–Mora:
- I det projekt som avslutas 2012 och som avsåg att bygga ut till motorväg mellan Göteborg och Trollhättan valde man att lyfta ut en bro norr om Lilla Edet, en trafikplats vid Göta och trafikljuset vid Agnesberg ur budgeten eftersom fördyringar gjorde att det inte fanns pengar till allt[14]. Dessa planeras att byggas senare men är inte med i 2018 års nationella plan, så tidpunkten för byggstart blir troligen efter 2030.
- Förbättringar Vänersborg–Mellerud[15][16]. Breddning och mitträcke där det saknas. Osäker tidsplan. Det krävs breddning och bitvis ny lokalväg på grund av många utfarter. En del sträckor kräver ny väg.
- Nya förbifarter vid Frändefors, Mellerud[15] och Mora. Vägen går igenom tätorterna idag, och förbifarter har diskuterats i flera årtionden. I övrigt planeras inga förbifarter eller bättre genomfarter utöver dessa och de före 2030. Det beror delvis på att i de glest befolkade områdena är tätorterna målet för många trafikanter, till exempel arbetspendlare, och få skulle använda en förbifart. För Mora satsar man på att förbättra genomfarten istället, eftersom en förbifart anses för dyr.
- Under 1970- och 80-talen fanns planer på motortrafikled väster om Trollhättan (10–15 km). Vägsystemet nordväst om Trollhättan utformades lite provisoriskt med tanke på det, med många svängar i trafikplatser. Denna plan finns i bakgrunden, men är lågt prioriterad. Dock valde man att låta motorvägen sluta utanför Trollhättan ungefär där denna väg skulle ansluta. Området är delvis naturreservat, Göta älvs djupa branta sevärda dalgång (se Kopparklinten).
- Motorväg eller 2+2-motortrafikled med mitträcke mellan Ed och Vålberg i Värmland, 9 km, gemensamt med E18.

Mora–Karesuando:
- Orsa–Tandsjöborg i Dalarna, smal idag, bättre väg, 70 km.
- Ytterhogdal–Rätan i Jämtlands län, smal idag, bättre väg, 30 km.
- Förbifart Brunflo, mellan Lockne och Optand. I första hand ett projekt på E14. Projektering för vägplan pågick under 2018, men sköts upp till efter 2029.
- Hallviken i Jämtland: Krokigt och brant idag, förbättring på runt 2–5 km. Sträckan har klart mer trafik än E45 i Norrland oftast har.
- Ligga–Porjus i Norrbottens län: Krokigt, smalt och brant idag, förbättring längs några kilometer.

De projekt som är listade här skulle i stort sett skapa mötesfri väg Göteborg–Vålberg(vid Grums), något som kanske kan bli klart år 2040. Norr om Vålberg planeras inte mötesfritt, men det skulle med dessa projekt bli minst 8 meters bredd Göteborg–Strömsund, vilket är ett långsiktigt mål. Norr om Strömsund kommer vägen ha 6–6,5 m bredd många år till.
| Sträcka                                        | Längd    | Målstandard       | Status                  |
| ---------------------------------------------- | -------- | ----------------- | ----------------------- |
| Genom Göta (befintlig sträckning)              | 3 km     | 18,5 m bred       | Byggstart tidigast 2030 |
| Torpabron (ny bro)                             | <1 km    | 18,5 m bred       | Byggstart tidigast 2030 |
| Trollhättan, västlig förbifart (ny sträckning) |          | 2+2 alt. 2+1      | Byggstart tidigast 2030 |
| Vänersborg – Mellerud (delvis ny sträckning)   | ca 42 km | / 2+1             | Byggstart tidigast 2030 |
| Tösse – Åmål (befintlig sträckning)            | 10 km    | / 2+1 / 1+1       | Byggstart hösten 2024   |
| Säffle – Valnäs (befintlig sträckning)         | 16 km    | / 2+2 / 2+1 / 1+1 | Byggstart 2025          |
| Förbi Grums/Slottsbron (befintlig sträckning)  | 7 km     | 1+1               | Byggstart tidigast 2030 |
| Genom Mora (befintlig sträckning)              | 3 km     | / 2+2 / 1+1       | Klart 2022              |
| Vattnäs – Trunna (delvis ny sträckning)        | 7 km     | / 2+1 / 1+1       | Byggstart 2023          |

## Historik

### Nummerhistoria
Vägen hette före 1962 på sträckan Göteborg–Grums (och vidare till Karlstad) rikshuvudväg 7 (Rikssjuan), till Mora länshuvudväg 234, till Orsa nr 296, Orsa–Sveg nr 300, till Ytterhogdal nr 313, och till Östersund nr 296. (296:an gick såsom i dag via Voxna). Sträckan Östersund–Karesuando hette nr 343.
Från 1962 till 1991 användes numren riksväg 45 (Göteborg–Segmon(–Karlstad)) förlängdes med länsväg 234 (Vålberg–Mora) och riksväg 81 (Mora–Östersund).
Riksväg 88 omfattade från 1962 till 1985 endast sträckan Östersund–Strömsund. Norr om Strömsund gick vägen under namnen länsväg 343 (Strömsund–Jokkmokk), riksväg 97 (Jokkmokk–Gällivare), riksväg 98 (Gällivare–Svappavaara), länsväg 395 (Svappavaara–Vittangi) och länsväg 396 (Vittangi–Karesuando). År 1985 förlängdes riksväg 88 till Karesuando.
Vägen fick sin nuvarande sträckning 1991 då hela sträckan Göteborg–Karesuando skyltades om till riksväg 45. I november 2006 bytte vägen namn från riksväg 45 till E45. Se kapitlet Europaväg för mer info. 

### Bygghistoria
Före 1900-talet fanns längs många sträckor i Norrland ingen väg över huvud taget längs dagens E45. Resor och transporter skedde nämligen längs med älvarna, inte mellan dem. Kustvägen, dagens E4 var den enda. Det fanns oftast inte broar eller färjor över älvarna i inlandet. Detta framgår till exempel i Carl von Linnés Lappländska resa.

#### Göteborg-Grums
Den gamla Rikssjuan Göteborg-Karlstad har byggts ut till bredare väg ofta i ursprunglig sträckning. Exempel är sträckan Frändefors–Mellerud som har samma sträckning som under 1840-talet, fast breddad och asfalterad. Plankorsningarna med järnväg vittnar också om detta, efter 1920 har plankorsningar inte byggts där större vägar och järnvägar korsar. På 1860-talet gick dock vägen Lilla Edet–Vänersborg en helt annan väg, nämligen Fors (dagens Sjuntorp)–Vargön (beroende på att Slumpån var svår att bygga bro över). De enda broarna över Göta älv och Trollhätte kanal fanns i Göteborg, Vargön och Vänersborg. Vägen Bro–Segmon och Ed–Slottsbron följer 1800-talets väg. Vägen Karlstad–Oslo (riksväg 9/E18) anslöt före cirka 1970 vid Grums.
På vissa sträckor har man byggt nyare väg i ny sträckning. De öppnades: för Marieholmsleden (Olskroken–Agnesberg) år 1968. Man planerade då bygga motorväg i bergen öster om Surte, Nol mm och utformade Lärjemotet med tanke på det, men de planerna har lagts ner. Förbifart Lilla Edet och vidare till Trollhättan öppnades tidigt på 1960-talet. Genomfart norra Trollhättan, Stallbackabron och norrut, år 1981. Förbifart Vänersborg öppnades 1991. Vägen Vänersborg–Frändefors byggdes andra halvan av 1950-talet, mest ny väg, bitvis bara breddning. Mellerud–Åmål är nybyggd på 1950 och 60-talet, och Åmål–Säffle på tidiga 1970-talet och förbifart Grums byggdes 1981-82. Mitträcke byggdes Mellerud–Ånimskog 2010.
På de nämnda sträckorna där väg har byggts i ny sträckning finns oftast den gamla vägen finns kvar mer ursprunglig (dock asfalterad) som sidoväg, till exempel sträckor såsom Olskroken–Agnesberg, vid Tunge söder om Lilla Edet och Röshult norr om Vänersborg. Klaffbron i centrala Trollhättan och vägen norrut via Båberg användes cirka 1950-1981. Dalbobron i Vänersborg byggdes 1962. Den gamla vägen i Köpmannebro, vägen via Ånimskogs kyrka och centrala Åmål är del av gamla vägen. Mellan Åmål och Säffle går 1800-talets väg nästan i original grusversion som privatväg söder om E45:an, och mellan Säffle–Bro som liten allmän väg. Den går även genom Segmon, Slottsbron och centrala Grums.
År 2007 till 2012 byggdes större delen av vägen mellan Göteborg och Trollhättan om till motorväg.

#### Grums–Mora
Sträckan Vålberg–Fagerås är byggd på 1970- och 90-talen, medan Fagerås–Sunne är samma som på 1940-talet. Den sträckan är lätt rätad och breddad jämfört med 1880-talets väg. Detta bör ha gjorts på 1910/20-talet, och vägbiten är i stort sett samma som då. Mellan Högvalta-Bonäs byggdes dock vägenom på 2010-talet. Mellan Sunne och Torsby byggdes ny väg på tidiga 1970-talet, innan dess gick vägen öster om sjön.
Sträckan Torsby–Järnbergsåsen är byggd på 1920- eller 1930-talet, medan vägen Järnbergsåsen–Klarälven (undantagen nedfarten till dalen) går i samma sträckning som 1910-talet (troligen breddad senare). Nedfarten mot Klarälven västerifrån är från tidiga 1980-talet, innan dess anslöt den via en bro söder om Stöllet. Mellan Stöllet och Malung följer vägen mestadels samma väg som på 1910-talet, som breddades och fick kurvor uträtade under 2000-talet, inklusive en 5 km ny sträcka vid länsgränsen. Sträckan Malung–Öje byggdes på 1970-talet, delvis i samma sträckning som den som fanns på 1910-talet, delvis i ny sträckning, delvis ovanpå den nedlagda järnvägen Malung–Brintbodarna. Vägen Öje–Siljansfors är i samma sträckning som 1910-talet om än breddad och bitvis rätad. Sträckan Siljansfors–Mora är byggd på sena 1960-talet.
Det finns en parallell äldre väg med milstenar på många håll. Den måste ha funnits före 1800-talet men är mycket smal.

#### Mora-Östersund
Sträckan Mora–Orsa är byggd i etapper troligen under 1950–70-talen. Vägen Orsa–Fågelsjö följer helt samma vägsträckning som på 1940-talet. Vägen Fågelsjö–Sveg är byggd på sena 1940-talet, då också bron över Inlandsbanan vid Sveg är byggd. Innan denna väg fanns fick man köra väg 296 via Los.
På 1920-talet följde vägen mellan Sveg och Brunflo ungefär samma sträcking som nu. Den äldre vägen var krokigare och till exempel gjorde den i Åsarna en rejäl krok med tanke på brons läge. Nyare väg är byggd nära eller ovanpå den dåvarande, troligen senare än 1960-talet. Sveg–Älvros är dock snarare från 1950-talet.

#### Östersund-Karesuando
Kring år 1900 fanns det väg Östersund–Dorotea. Mellan Östersund och Strömsund följer dagens väg i stort sett samma sträckning som då. Det var redan då långa raksträckor. Bron vid Lit fanns då, men en ny bro är byggd, troligen på 1970-talet. I Strömsund var det färja kring år 1900. Mellan Strömsund och Dorotea är vägen mestadels rätad i ungefär samma sträckning som 1900. E45 är fortfarande efter år 2000 ganska kurvig här.
På 1890-talet fanns på sträckan Dorotea–Karesuando ingen väg alls. På sträckan Dorotea-Arvidsjaur fanns då en väg endast korta vägbitar Blattnicksele–Sorsele och Avaviken–Arvidsjaur. Det fanns då vägförbindelse österifrån till Vilhelmina, Stensele, Blattnicksele, Arvidsjaur, Jokkmokk, Gällivare och Vittangi.
Långa sträckor går vägen Strömsund–Karesuando idag i samma sträckning som 1940-talet, med ett antal undantag. Hallviken–Strömsund går raka vägen, medan vägen på 40-talet gick öster om Russfjärden för att undvika färjan. Strömsundsbron är byggd 1955. Strax norr om Vilhelmina finns en nyare rakare väg. Söder om Storuman finns också nyare om än inte rakare väg. Sträckan mellan Moskosel och Ottostorp (nära Kåbdalis), som ofta kallas Burmavägen, byggdes i mitten på 1940-talet, som ersättning för en smal väg som ungefär följde järnvägen. Kring Vajmat söder om Jokkmokk finns nyare väg byggd på 1970-talet. Sträckan Ligga-Porjus är byggd under 1970-talet i samband med ombyggnad av kraftverksdammen, och vägen gick innan dess över Lule älv på Inlandsbanans bro vid Porjus. Den första vägen Vittangi–Karesuando är byggd under tiden 1908-1925, men den har blivit breddad och delvis rätad omkring 1950-talet. Bron över älven i Karesuando byggdes 1980. Innan dess var det färja (och isväg på vintern).
Hela vägen Östersund–Karesuando fanns alltså på 1940-talet, förutom att man fick köra lite andra vägar på några håll. Vägen har dock förbättrats sedan dess och asfalterats, och en del kurvor rätats. Den var sannolikt grusväg nästan hela vägen då.

## Alternativa vägar
På flera sträckor längs vägen finns alternativa resvägar som är jämbördiga eller bättre:
- Göteborg-Mora: E20 / 26, via Mariestad.
- Mora-Östersund: E45 / 310 / 296 / E45, via Los.
- Sveg-Östersund: 84 / Z 514 / 315 / 316 / E45, via Klövsjö.
- Göteborg-Arvidsjaur: E20 / E18 / 56 / E4 / 95, via Västerås-Skellefteå (något längre).
- Göteborg-Karesuando: E20 / E18 / 56 / E4 / E10 / 392 / 99, via Västerås-Luleå-Pajala.
- Göteborg-Bohus: E6 (via Jordfallsbron, motorväg nästan hela vägen. Det är inte säkert att det går fortare eftersom bron och inte minst Tingstadstunneln ofta är långsam. Ska man till/från Hisingen är detta rekommenderad och skyltad väg mot E45).

## Anslutningar

### Vägar
E45 ansluter till följande vägar i Sverige:
| E · 6 · 1 · 9 · 0 · 1 · 6 · 7 · 4 · 2 · 4 · 4 · 1 · 7 · 3 · 1 · 6 · 6 · 1 · 6 · 4 · 1 · 7 · 5 |  | E · 1 · 8 · 6 · 1 · 2 · 3 · 8 · 2 · 4 · 1 · E · 1 · 6 · 2 · 3 · 9 · 6 · 2 · 6 · 6 · 2 · 6 |  | 7 · 0 · 2 · 9 · 6 · 3 · 1 · 0 · 8 · 4 · 3 · 1 · 4 · 3 · 1 · 5 · 3 · 1 · 6 · 3 · 2 · 1 · E · 1 · 4 |  | 8 · 7 · 3 · 4 · 4 · 3 · 3 · 9 · 3 · 4 · 5 · 3 · 4 · 2 · 3 · 4 · 6 · 9 · 2 · 9 · 0 · 3 · 6 · 0 |  | E · 1 · 2 · 3 · 6 · 3 · 9 · 5 · 3 · 7 · 4 · 9 · 7 · E · 1 · 0 · 3 · 9 · 5 · 9 · 9 |

### Järnvägar
E45 korsar i Sverige följande järnvägar:
| Järnväg                                               | I plan  | Planskilt | Totalt |
| ----------------------------------------------------- | ------- | --------- | ------ |
| Bohusbanan                                            |         | 1         | 1      |
| Norge/Vänerbanan                                      | 2       | 12        | 14     |
| Älvsborgsbanan                                        |         | 1         | 1      |
| Dal-Västra Värmlands Järnväg (museibana)              | 1       |           | 1      |
| Svanskogsbanan (museibana)                            | 1       |           | 1      |
| Värmlandsbanan                                        |         | 1         | 1      |
| Inlandsbanan, Kristinehamn-Mora (delvis nedlagd bana) | 1       | 1         | 2      |
| Västerdalsbanan                                       | 1       |           | 1      |
| Järnvägslinjen Mora-Märbäck                           | 1       |           | 1      |
| Inlandsbanan, Mora-Östersund                          | 3       | 6         | 9      |
| Järnvägslinjen Bollnäs-Orsa                           | 1       |           | 1      |
| Mittbanan                                             |         | 1         | 1      |
| Inlandsbanan, Östersund-Gällivare                     | 14      | 4         | 18     |
| Järnvägslinjen Forsmo-Hoting                          |         | 1         | 1      |
| Järnvägslinjen Storuman-Hällnäs                       |         | 1         | 1      |
| Malmbanan                                             |         | 1         | 1      |
| Göteborgs spårväg                                     |         | 1         | 1      |
| industrispår                                          | minst 1 | minst 3   | ?      |
| Summa                                                 | 26      | 30        | 55     |

Det är inte så vanligt längre med plankorsningar på större huvudvägar, eftersom man byggt planskilt vid nybyggen där större vägar och järnvägar korsat sedan åtminstone omkring 1920-talet. På E45 är det vanligt, bland annat för att plankorsningar tilläts på Inlandsbanan norr om Östersund, trots att den byggdes tills 1937. En plankorsning visar annars på en mycket gammal väg. E45 och Norge/Vänerbanan har två plankorsningar vilket visar att vägen gått där sedan banan byggdes på 1870-talet. Ombyggnad av plankorsningar till planskilda planeras inte någonstans längs E45 utom där ny väg byggs.

## Trafikplatser och korsningar
| Lista över trafikplatser längs E45                                                       | Lista över trafikplatser längs E45 | Lista över trafikplatser längs E45 | Lista över trafikplatser längs E45                                                              |
|                                                                                          | Nr                                 | Namn                               | Skyltning                                                                                       |
| ---------------------------------------------------------------------------------------- | ---------------------------------- | ---------------------------------- | ----------------------------------------------------------------------------------------------- |
| Fyrfältsväg (ej motorväg) E45.01, sidoväg till E45: Rödastensmotet-Fiskhamnsmotet        |                                    |                                    |                                                                                                 |
| Motorvägskorsning                                                                        |                                    | Rödastensmotet                     | Oslo, Malmö (Jämför E6.20)                                                                      |
|                                                                                          |                                    | Jaegerdorffsmotet                  | Kiel, Mariaplan                                                                                 |
|                                                                                          |                                    | Kusttorgsmotet                     | Chapmans torg (endast avfart från västgående)                                                   |
| Fyrfältsväg (ej motorväg) Göteborg (Fiskhamnsmotet) – Agnesberg                          |                                    |                                    |                                                                                                 |
|                                                                                          |                                    | Riksgräns                          | Danmark - Sverige                                                                               |
|                                                                                          |                                    | Fiskhamnsmotet                     | Frederikshavn, Fiskhamnen, Majorna (E45 svänger)                                                |
|                                                                                          |                                    | Masthuggsmotet                     | Masthuggstorget (endast avfart från östgående)                                                  |
|                                                                                          |                                    | Järntorgsmotet                     | Centrum Syd, Järntorget                                                                         |
|                                                                                          |                                    | Götatunneln                        | Cirka 1,6 km                                                                                    |
|                                                                                          |                                    | Lilla Bommenmotet                  | Centrum Nord, Lilla Bommen, Hisingen                                                            |
|                                                                                          |                                    | Gullbergstunneln                   | Cirka 0,4 km                                                                                    |
|                                                                                          |                                    | Stationsmotet                      | Göteborgs centralstation                                                                        |
| Motorvägskorsning                                                                        | 75                                 | Gullbergsmotet                     | Oslo, Malmö                                                                                     |
|                                                                                          |                                    | Trängselskatt                      | upp till 22 kr                                                                                  |
| Motorvägskorsning                                                                        | 76                                 | Marieholmsmotet                    | Oslo (Marieholmstunneln), Stockholm (Partihallsförbindelsen), Slakthuset                        |
|                                                                                          |                                    |                                    | över Säveån, 90 m                                                                               |
|                                                                                          |                                    | Marieholmsbron                     | Planskild korsning med Bohusbanan                                                               |
|                                                                                          | 77                                 | Slakthusmotet                      | Gamlestaden, Marieholm                                                                          |
|                                                                                          |                                    | Marieholm                          | Plankorsning med industrispår                                                                   |
|                                                                                          |                                    |                                    | Marieholm (endast södergående avfart/påfart)                                                    |
|                                                                                          |                                    | Lärje                              | Planskild korsning med Norge/Vänerbanan                                                         |
| Motorvägskorsning                                                                        |                                    | Lärjemotet                         | Sollebrunn, Hjällbo (E45 svänger)                                                               |
|                                                                                          |                                    | Agnesbergsmotet                    | Angered Hisingen (Jämför E6.20) (E45 svänger)                                                   |
| Motorväg Surte-Kärra                                                                     |                                    |                                    |                                                                                                 |
|                                                                                          | 80                                 | Södra Surtemotet                   | Surte S                                                                                         |
|                                                                                          | 81                                 | Norra Surtemotet                   | Surte N                                                                                         |
|                                                                                          | 82                                 | Bohusmotet                         | Bohus, Kungälv via Jordfallsbron                                                                |
|                                                                                          | 83                                 | Stora Vikenmotet                   | Alekrossen                                                                                      |
|                                                                                          | 84                                 | Södra Nödingemotet                 | Nödinge S, Ale Torg Endast avfart för norrgående trafik                                         |
|                                                                                          | 85                                 | Nödingemotet                       | Nödinge, Ale Torg                                                                               |
|                                                                                          | 86                                 | Nolmotet                           | Nol                                                                                             |
|                                                                                          | 87                                 | Alaforsmotet                       | Alafors, Alingsås                                                                               |
|                                                                                          | 88                                 | Södra Älvängenmotet                | Älvängen S                                                                                      |
|                                                                                          | 89                                 | Norra Älvängenmotet                | Älvängen C , Starrkärrs kyrka (O1972)                                                           |
|                                                                                          | 90                                 | Södra Skepplandamotet              | Älvängen N, Skepplanda, Sollebrunn Endast till/från söder                                       |
|                                                                                          | 91                                 | Norra Skepplandamotet              | Skepplanda, Grönnäs, Alvhem                                                                     |
|                                                                                          | 92                                 | Alvhemsmotet                       | Alvhem (endast för sydgående trafik)                                                            |
|                                                                                          |                                    | Lödöse                             | Planskild korsning med Norge/Vänerbanan                                                         |
|                                                                                          |                                    |                                    | Över Gårdaån                                                                                    |
|                                                                                          | 93                                 | Lödösemotet                        | Lödöse, Nygård                                                                                  |
|                                                                                          |                                    |                                    | ekodukt, 25 m                                                                                   |
| Landsväg genom Göta, motorväg planerad                                                   |                                    |                                    |                                                                                                 |
|                                                                                          |                                    |                                    | Göta                                                                                            |
|                                                                                          |                                    | Göta                               | Bensinstation                                                                                   |
| Motorväg Lilla Edet-Trollhättan                                                          |                                    |                                    |                                                                                                 |
|                                                                                          | 95                                 | Södra Lilla Edet-motet             | Lilla Edet, Hogstorp                                                                            |
|                                                                                          | 96                                 | Norra Lilla Edet-motet             | Lilla Edet, Ljungskile                                                                          |
|                                                                                          |                                    |                                    | 2 st ekodukter, 25 m resp 35 m                                                                  |
|                                                                                          |                                    | Torpabron                          | Över Slumpån, ca 160 m längd, inte motorväg                                                     |
|                                                                                          | 97                                 | Sjuntorpsmotet                     | Sjuntorp                                                                                        |
|                                                                                          |                                    |                                    | ekodukt, 40 m                                                                                   |
| Fyrfältsväg med plankorsningar genom Trollhättan                                         |                                    |                                    |                                                                                                 |
|                                                                                          |                                    |                                    | Sjuntorp                                                                                        |
|                                                                                          |                                    |                                    | Velanda, Sylte                                                                                  |
|                                                                                          |                                    |                                    | Lextorp, Sylte (endast till/från norr)                                                          |
|                                                                                          |                                    |                                    | Gärdhem, Centrum                                                                                |
|                                                                                          |                                    | Trollhättan                        | Planskild korsning med Norge/Vänerbanan                                                         |
|                                                                                          |                                    |                                    | Stallbacka                                                                                      |
| Motortrafikled Stallbacka-Båberg                                                         |                                    |                                    |                                                                                                 |
|                                                                                          |                                    | Trafikplats Stallbacka             | Mariestad Borås Jönköping, Vargön (E45 svänger)                                                 |
|                                                                                          |                                    | Stallbackabron                     | Över Göta älv, 1392 m längd                                                                     |
|                                                                                          |                                    | Trafikplats Överby                 | Trollhättan V, Överby, Sjukhus                                                                  |
| Motorvägskorsning                                                                        |                                    | Trafikplats Skogsbo                | 2026 Vänersborg (E45 / Rv 44 svänger)                                                           |
|                                                                                          |                                    | Båberg                             | Planskild korsning med Norge/Vänerbanan                                                         |
|                                                                                          |                                    | Trafikplats Båberg                 | Uddevalla; Båberg (E45 svänger)                                                                 |
| Landsväg Båberg-Valnäsmotet, enstaka planskilda korsningar finns                         |                                    |                                    |                                                                                                 |
|                                                                                          |                                    | Trafikplats Möjered                | Trestad Center                                                                                  |
|                                                                                          |                                    | Båberg                             | Planskild korsning med Älvsborgsbanan                                                           |
|                                                                                          |                                    | Trafikplats Götered                | Öxnered, Skogen                                                                                 |
|                                                                                          |                                    |                                    | Planskild korsning med Norge/Vänerbanan                                                         |
|                                                                                          |                                    | Trafikplats Vänersborg             | Vänersborg                                                                                      |
|                                                                                          |                                    |                                    | Planskild korsning med Norge/Vänerbanan                                                         |
|                                                                                          |                                    | Dykällan                           | , Färgelanda                                                                                    |
|                                                                                          |                                    | Frändefors                         |                                                                                                 |
|                                                                                          |                                    | Frändefors                         | Plankorsning med Norge/Vänerbanan                                                               |
|                                                                                          |                                    | Brålanda                           | Bensinstation                                                                                   |
|                                                                                          |                                    | Erikstad                           | Plankorsning med Norge/Vänerbanan                                                               |
|                                                                                          |                                    | Mellerud                           | ,                                                                                               |
|                                                                                          |                                    | Mellerud                           | Ed, Bäckefors, Bengtsfors                                                                       |
|                                                                                          |                                    | Bron vid Köpmannebro               | över Dalslands Kanal, 260 m, öppningsbar (58°46′42″N 12°30′15″Ö / 58.77833°N 12.50417°Ö)        |
|                                                                                          |                                    | Tösse                              | , Dals Långed                                                                                   |
|                                                                                          |                                    | Tösse                              | Planskild korsning med Norge/Vänerbanan                                                         |
|                                                                                          |                                    | Åmål                               | Planskild korsning med Norge/Vänerbanan                                                         |
|                                                                                          |                                    | Åmål                               | Plankorsning med Svanskogsbanan                                                                 |
|                                                                                          |                                    | Åmål                               | Bensinstation                                                                                   |
|                                                                                          |                                    | Åmål                               | Åmål, Strömstad, Bengtsfors                                                                     |
|                                                                                          |                                    | Trafikplats Annelund               | Kila, Duse udde, Säffle V                                                                       |
|                                                                                          |                                    | Säffle                             | Planskild korsning med Norge/Vänerbanan                                                         |
|                                                                                          |                                    | ?                                  | Säffle Centrum                                                                                  |
|                                                                                          |                                    |                                    | över Säffle kanal, 150 m, öppningsbar (59°8′10″N 12°55′24″Ö / 59.13611°N 12.92333°Ö)            |
|                                                                                          |                                    | ?                                  | Ekenäs, Sjukhus                                                                                 |
|                                                                                          |                                    | Trafikplats Rolfserud              | Arvika, Ekenäs                                                                                  |
|                                                                                          |                                    | Värmlandsbro                       | Planskild korsning med Norge/Vänerbanan                                                         |
| Motorväg Valnäsmotet-Ed (kort motortrafikled vid Valnäsmotet)                            |                                    |                                    |                                                                                                 |
|                                                                                          |                                    | Valnäsmotet                        | Årjäng Oslo (E45 svänger)                                                                       |
|                                                                                          |                                    | Segmomotet                         | Segmon, Borgvik                                                                                 |
|                                                                                          |                                    | Segmon                             | Planskild korsning med Norge/Vänerbanan                                                         |
| Landsväg Ed-Karesuando, enstaka planskilda korsningar finns, framförallt förbi Östersund |                                    |                                    |                                                                                                 |
|                                                                                          |                                    | Liljedalsmotet                     | Liljedal                                                                                        |
|                                                                                          |                                    | Nyängenrondellen                   | Stockholm Karlstad (E45 svänger)                                                                |
|                                                                                          |                                    | Grums                              | Planskild korsning med Norge/Vänerbanan                                                         |
|                                                                                          |                                    | Grums-Väsby                        | Grums (E45 svänger)                                                                             |
|                                                                                          |                                    | Fagerås                            | Planskild korsning med Värmlandsbanan                                                           |
|                                                                                          | Avfart                             | Fageråsmotet                       | Karlstad, Arvika Kongsvinger                                                                    |
|                                                                                          |                                    | Blankebergsmotet                   | Fagerås                                                                                         |
|                                                                                          |                                    | Västra Ämtervik                    | Arvika                                                                                          |
|                                                                                          |                                    | Sunne                              | Munkfors, Sunne Centrum                                                                         |
|                                                                                          |                                    | Torsby                             | Oslo, Kongsvinger                                                                               |
|                                                                                          |                                    | Torsby                             | Hagfors, Ekshärad                                                                               |
|                                                                                          |                                    | Vägsjöfors                         | Bograngen, Vitsand (E16/E45 svänger)                                                            |
|                                                                                          |                                    | Bron vid Stöllet                   | över Klarälven, cirka 220 m (60°25′9″N 13°15′12″Ö / 60.41917°N 13.25333°Ö)                      |
|                                                                                          |                                    | Stöllet                            | Trysil, Sysslebäck, Karlstad, Ekshärad                                                          |
|                                                                                          |                                    | Bron i Malung                      | över Västerdalälven, cirka 150 m (60°40′52″N 13°42′36″Ö / 60.68111°N 13.71000°Ö)                |
|                                                                                          |                                    | Malung                             | Plankorsning med Västerdalsbanan                                                                |
|                                                                                          |                                    | Malung                             | Gävle, Borlänge, Västerås, Sälen                                                                |
|                                                                                          |                                    | Johannisholm                       | Filipstad, Vansbro (E45 svänger)                                                                |
|                                                                                          |                                    |                                    | Plankorsning med Inlandsbanan                                                                   |
|                                                                                          |                                    |                                    | Plankorsning med banan Mora-Märbäck                                                             |
|                                                                                          |                                    | Mora                               | Röros                                                                                           |
|                                                                                          |                                    | Bron i Mora                        | över Österdalälven, 205 m (61°0′33″N 14°34′11″Ö / 61.00917°N 14.56972°Ö)                        |
|                                                                                          |                                    | Mora                               | Planskild korsning med Inlandsbanan                                                             |
|                                                                                          |                                    | Mora                               | Borlänge Enköping (E45 svänger)                                                                 |
|                                                                                          |                                    |                                    | Orsa                                                                                            |
|                                                                                          |                                    | Orsa                               | Plankorsning med banan Bollnäs-Orsa                                                             |
|                                                                                          |                                    | Orsa                               | Voxna                                                                                           |
|                                                                                          |                                    | Emådalen                           | Plankorsning med Inlandsbanan                                                                   |
|                                                                                          |                                    | Västbacka                          | Ljusdal                                                                                         |
|                                                                                          |                                    | Tandhem                            | Plankorsning med Inlandsbanan                                                                   |
|                                                                                          |                                    | Mollika                            | Plankorsning med Inlandsbanan                                                                   |
|                                                                                          |                                    | Sveg                               | Planskild korsning med Inlandsbanan                                                             |
|                                                                                          |                                    | Sveg                               | Älvdalen, Särna, Lillhärdal                                                                     |
|                                                                                          |                                    | Sveg                               | Röros (E45 svänger)                                                                             |
|                                                                                          |                                    | Älvros                             | Hudiksvall, Ljusdal                                                                             |
|                                                                                          |                                    | Ytterhogdal                        | Ljusdal, Kårböle                                                                                |
|                                                                                          |                                    | Ytterhogdal                        | Ånge, Östavall                                                                                  |
|                                                                                          |                                    | Rätan                              | Hede, Ånge, Vemdalen, Klövsjö                                                                   |
|                                                                                          |                                    | Åsarna                             | Hede                                                                                            |
|                                                                                          |                                    | Åsarna                             | Planskild korsning med Inlandsbanan                                                             |
|                                                                                          |                                    | Svenstavik                         | Åre                                                                                             |
|                                                                                          |                                    | Svenstavik                         | Planskild korsning med Inlandsbanan                                                             |
|                                                                                          |                                    | Skanderåsen                        | Plankorsning med Bergs kommuns industrispår                                                     |
|                                                                                          |                                    | Fåker                              | Planskild korsning med Inlandsbanan                                                             |
|                                                                                          |                                    | Brunflo                            | Planskild korsning med Mittbanan                                                                |
|                                                                                          |                                    | Brunflo                            | Sundsvall, (E45 svänger)                                                                        |
|                                                                                          |                                    | Grytan                             | Optand                                                                                          |
|                                                                                          |                                    | Trafikplats Torvalla               | Torvalla                                                                                        |
|                                                                                          |                                    | Trafikplats Odenskog               | Odenskog, Östersund C; Sollefteå                                                                |
|                                                                                          |                                    | Trafikplats Rannåsen               | Trondheim, Östersund C (E45 svänger)                                                            |
|                                                                                          |                                    | Nya bron vid Lit                   | över Indalsälven, cirka 130 m plus 430 m vägbank (63°18′46″N 14°52′9″Ö / 63.31278°N 14.86917°Ö) |
|                                                                                          |                                    | Lit                                | Planskild korsning med Inlandsbanan                                                             |
|                                                                                          |                                    | Häggenås                           | Planskild korsning med Inlandsbanan                                                             |
|                                                                                          |                                    | Hammerdal                          | Föllinge, Hammarstrand                                                                          |
|                                                                                          |                                    | Hallviken                          | Plankorsning med Inlandsbanan                                                                   |
|                                                                                          |                                    | Strömsund                          | Krokom                                                                                          |
|                                                                                          |                                    | Strömsundsbron                     | över Ströms vattudal, 332 m                                                                     |
|                                                                                          |                                    | Strömsund                          | Ramsele                                                                                         |
|                                                                                          |                                    | Strömsund                          | Gäddede                                                                                         |
|                                                                                          |                                    | Hällvattnet                        | Plankorsning med Inlandsbanan                                                                   |
|                                                                                          |                                    | Hoting                             | Junsele                                                                                         |
|                                                                                          |                                    | Åsarna                             | Planskild korsning med Järnvägslinjen Forsmo-Hoting                                             |
|                                                                                          |                                    |                                    | Planskild korsning med Inlandsbanan                                                             |
|                                                                                          |                                    | Dorotea                            | Risträsk, Borgafjäll (E45 svänger)                                                              |
|                                                                                          |                                    | Dorotea                            | Planskild korsning med Inlandsbanan                                                             |
|                                                                                          |                                    | Dorotea                            | Umeå                                                                                            |
|                                                                                          |                                    | Meselefors                         | Sollefteå                                                                                       |
|                                                                                          |                                    | Vilhelmina                         | Lycksele                                                                                        |
|                                                                                          |                                    |                                    | Planskild korsning med Inlandsbanan                                                             |
|                                                                                          |                                    | Storuman                           | Planskild korsning med Järnvägslinjen Storuman-Hällnäs                                          |
|                                                                                          |                                    | Storuman                           | Umeå (E45 svänger)                                                                              |
|                                                                                          |                                    | Storuman                           | Mo i Rana (E45 svänger)                                                                         |
|                                                                                          |                                    | Lomselenäs                         | Plankorsning med Inlandsbanan                                                                   |
|                                                                                          |                                    | Sandsjönäs                         | Plankorsning med Inlandsbanan                                                                   |
|                                                                                          |                                    | Blattniksele                       | Umeå                                                                                            |
|                                                                                          |                                    | Blattniksele                       | Plankorsning med Inlandsbanan                                                                   |
|                                                                                          |                                    | Sorsele                            | Ammarnäs (E45 svänger)                                                                          |
|                                                                                          |                                    | Sorsele                            | Plankorsning med Inlandsbanan                                                                   |
|                                                                                          |                                    | Avaviken                           | Plankorsning med Inlandsbanan                                                                   |
|                                                                                          |                                    | Arvidsjaur                         | Bodö (E45 svänger)                                                                              |
|                                                                                          |                                    | Arvidsjaur                         | Skellefteå Luleå (E45 svänger)                                                                  |
|                                                                                          |                                    | Auktsjaur                          | Plankorsning med Inlandsbanan                                                                   |
|                                                                                          |                                    | Kåbdalis                           | Piteå                                                                                           |
|                                                                                          |                                    | Kåbdalis                           | Plankorsning med Inlandsbanan                                                                   |
|                                                                                          |                                    | Kitajaur                           | Plankorsning med Inlandsbanan                                                                   |
|                                                                                          |                                    | Tårrajaur                          | Plankorsning med Inlandsbanan                                                                   |
|                                                                                          |                                    | Jokkmokk                           | Bensinstation                                                                                   |
|                                                                                          |                                    | Jokkmokk                           | Luleå                                                                                           |
|                                                                                          |                                    | Ligga kraftverk                    | Plankorsning med Inlandsbanan                                                                   |
|                                                                                          |                                    | Porjus                             | Bensinstation                                                                                   |
|                                                                                          |                                    | Gällivare                          | Bensinstation                                                                                   |
|                                                                                          |                                    | Gällivare                          | Planskild korsning med Malmbanan                                                                |
|                                                                                          |                                    | Trafikplats Gällivare              | Malmberget (E45 svänger)                                                                        |
|                                                                                          |                                    | Gällivare                          | Luleå (E45 svänger)                                                                             |
|                                                                                          |                                    | Gällivare                          | Luleå (E45 svänger)                                                                             |
|                                                                                          |                                    | Bron vid Lappesuando               | över Kalixälven, cirka 120 m (67°29′20″N 21°7′15″Ö / 67.48889°N 21.12083°Ö)                     |
|                                                                                          |                                    | Svappavaara                        | Narvik (E45 svänger)                                                                            |
|                                                                                          |                                    | Vittangi                           | Bensinstation                                                                                   |
|                                                                                          |                                    | Vittangi                           | Pajala (E45 svänger)                                                                            |
|                                                                                          |                                    | Bron vid Vittangi                  | över Torne älv, cirka 140 m plus 200 m vägbank (67°41′8″N 21°37′53″Ö / 67.68556°N 21.63139°Ö)   |
|                                                                                          |                                    | Karesuando                         | Bensinstation                                                                                   |
|                                                                                          |                                    | Karesuando                         | Pajala (E45 svänger)                                                                            |
|                                                                                          |                                    | Bron vid Karesuando                | över Muonioälven, cirka 180 m (68°26′34″N 22°28′40″Ö / 68.44278°N 22.47778°Ö)                   |
|                                                                                          |                                    | Riksgräns                          | Sverige - Finland                                                                               |
| Landsväg , fortsättning i Finland, regionalväg 959, 800 m                                |                                    |                                    |                                                                                                 |
|                                                                                          |                                    | Karesuvanto                        | Kilpisjärvi, Torneå (E45 svänger)                                                               |

För att följa E45 hela vägen i Sverige måste man svänga i trafikplatser/korsningar inte mindre än 27 gånger (varav 9 avfarter, och 6 på sträckan Norra Vänersborg - Göteborg). Anledningen till att vägen byggts så är att den inte har haft så hög status. Vid alla korsningarna med E10, E12, E14, E18, samt riksväg 44 och 95 går den gemensamt med den andra vägen en bit, och den andra är prioriterad i korsningarna i samtliga dessa fall, vilket skapar 12 av de 27 fallen. De utanför Göteborg och Trollhättan beror på att man haft stora planer på förbifarter, men som aldrig blivit av, utan man nöjt sig med befintlig väg, vid behov breddad, eller korta förbindelsestumpar mellan dem. Vägen norröver är byggd som en mängd lokala länsvägar, vilket är orsaken i många fall.

## Olyckor
Den 2 april 2017 inträffade en allvarlig olycka, när en dubbeldäckare välte ned i diket på E45 strax söder om Sveg. I bussen färdades ett 50-tal högstadieelever på väg till fjällen. Tre ungdomar omkom.